# Associação de Voleibol da República Democrática Popular da Coreia
A Federação Uzbeque de Voleibol  (em inglês: The Volleyball Association of the D.P.R. Korea,  TVADPRK) é  uma organização fundada em 1955 que governa a pratica de voleibol na Coreia do Norte, sendo membro da Federação Internacional de Voleibol e da Confederação Asiática de Voleibol, a entidade é responsável por  organizar  os campeonatos nacionais de  voleibol masculino e feminino no país.